# Abbazia di Zwettl
L'abbazia di Zwettl (in latino Sancta Maria in Clara Valle) è un monastero della congregazione cistercense austriaca.

## Storia
Fu fondata nel 1138 da Adamaro I di Kuenring e affidata a cistercensi provenienti dall'abbazia di Heiligenkreuz.
L'importanza dell'abbazia è da attribuire alla notevole opera di bonifica che i monachi condussero nella regione e al fatto che il monastero era posto lungo la strada che dalla Boemia e dalla Polonia portava crociati e commercianti in Europa meridionale.
Conserva parte degli edifici originali gotico-romanici di transizione; il coro della chiesa abbaziale fu rifatto nel Trecento e nel Settecento fu eretta una torre barocca e rifatti gli arredi. Anche altre parti del monastero furono trasformati in stile barocco.
Devastata dagli hussiti nel 1427, subì una certa decadenza interna nel Cinquecento: conserva comunque indenni l'archivio e la biblioteca.
Presso l'abbazia esiste un convitto per pueri cantores e una casa per esercizi spirituali. I monaci amministrano 13 parrocchie.